# إثمد
الإِثْمِد أو الأنتيمون أو الأنتيموان في الترجمات الحرفية، (بالإنجليزية: Antimony) عنصر كيميائي في الجدول الدوري يرمز له بالرمز Sb (رمزه الكيميائي العربي ث)، وعدده الذري 51. وهو من أشباه المعادن وله أربعة متآصلات. قديماً كانت تستعمل أملاحه في الكحل، تسمى هذه الأملاح حجر الكحل أو حجر الإثمد.
يمكن أن يتواجد في الطبيعة بشكل حر ولكن على الأغلب يوجد في شكل مركبات كبريتيد أو أكسيد أو أوكسي كبريتيد ومركّبه الكبريتيدي هو الخام الرئيسي للمعدن. وهو معدن هشّ سريع التفتت، لامع ذو تركيب رقائقي بلون أبيض فضي.

## الإنتاج

### كبار المنتجين وحجم الإنتاج
ذكرت هيئة المسح الجيولوجي البريطانية (BGS) أن الصين في عام 2005 ، كانت أكبر منتج للإثمد مع ما يقرب من 84 ٪ من الحصة العالمية، تليها بفارق كبير جنوب أفريقيا وبوليفيا وطاجيكستان. يعتبر منجم شيكوانغشان في إقليم خونان أكبر المستودعات في الصين ويقدر مخزونه بحوالي 2.1 مليون طن متري.

الإنتاج العالمي للأنتيمون.

شكلت الصين 76.9٪ من إجمالي إنتاج الأنتيمون في عام 2016 حسب هيئة المسح الجيولوجي الأمريكي، تليها روسيا في المرتبة الثانية بنسبة 6.9٪ وطاجيكستان بنسبة 6.2٪.
| البلد           | الطن    | النسبة من الإجمالي |
| --------------- | ------- | ------------------ |
| الصين           | 100,000 | 76.9               |
| روسيا           | 9,000   | 6.9                |
| طاجيكستان       | 8,000   | 6.2                |
| بوليفيا         | 4,000   | 3.1                |
| أستراليا        | 3,500   | 2.7                |
| أعلى 5          | 124,500 | 95.8               |
| الإنتاج العالمي | 130,000 | 100.0              |

من المتوقع أن ينخفض الإنتاج الصيني من الإثمد في المستقبل حيث تم إغلاق المناجم والمصاهر من قبل الحكومة كجزء من مكافحة التلوث؛ بسبب تطبيق قانون حماية البيئة الجديد الذي بدأ سريانه في يناير 2015 و «معايير انبعاث الملوثات للستانوم، والإثمد، والزئبق» التي دخلت حيز التنفيذ، وشكّلت تلك القوانين عقبات أمام الإنتاج الاقتصادي الكبير. لم يُستخدم 50٪ من طاقة إنتاج الإثمد في مقاطعة هونان (المقاطعة ذات أكبر احتياطي للإثمد في الصين) وفقًا لمكتب الإحصاء الوطني في الصين بحلول سبتمبر 2015.
انخفض إنتاج الإثمد في الصين ومن غير المرجح أن يزداد في السنوات القادمة، وفقًا لتقرير روسكيل. لم يتم تطوير أي رواسب كبيرة من الأنتيمون في الصين منذ حوالي عشر سنوات، ويجري استنزاف الاحتياطي الاقتصادي المتبقي بسرعة.
تشمل القائمة التالية أكبر منتجي الإثمد في العالم، وفقًا لروسكيل:
| البلد        | الشركة                            | الإنتاج (بالطن/سنة) |
| ------------ | --------------------------------- | ------------------- |
| أستراليا     | ماندالاي للموارد                  | 2,750               |
| بوليفيا      | فاريوس                            | 5,460               |
| كندا         | بيفر بروك                         | 6,000               |
| الصين        | سيك وانغشان توينكلينج ستار        | 55,000              |
| الصين        | يونان شينزو للتعدين               | 20,000              |
| الصين        | مجموعة الصين للضفيح               | 20,000              |
| الصين        | شينيانغ وانشاتغ للأنتيمون         | 15,000              |
| كازاخستان    | كازيناك                           | 1,000               |
| قيرغيزستان   | كادامدازاي                        | 500                 |
| لاوس         | سرس                               | 500                 |
| المكسيك      | الولايات المتحدة للأنتيمون        | 70                  |
| ميانمار      | فاريوس                            | 6,000               |
| روسيا        | جيو برو للتعدين                   | 6,500               |
| جنوب أفريقيا | مورتشيسون الموحدة                 | 6,000               |
| طاجيكستان    | أونزوب                            | 5,500               |
| تايلاند      | غير مشهورة                        | 600                 |
| تركيا        | سينزيغ وأوزديمير لمناجم الأنتيمون | 2,400               |

### الاحتياطي العالمي
وفقًا لإحصاءات هيئة المسح الجيولوجي الأمريكية، ستستنفد الاحتياطيات العالمية الحالية من الإثمد خلال 13 عامًا. ومع ذلك، تتوقع هيئة المسح الجيولوجي الأمريكية أن يتم العثور على المزيد من الموارد.
| البلد            | الاحتياطي (بالطن) | النسبة من الإجمالي |
| ---------------- | ----------------- | ------------------ |
| الصين            | 950,000           | 47.81              |
| روسيا            | 350,000           | 17.61              |
| بوليفيا          | 310,000           | 15.60              |
| أستراليا         | 140,000           | 7.05               |
| الولايات المتحدة | 60,000            | 3.02               |
| طاجيكستان        | 50,000            | 2.52               |
| جنوب أفريقيا     | 27,000            | 1.36               |
| البلاد الأخرى    | 100,000           | 5.03               |
| الإجمالي العالمي | 1,987,000         | 100.0              |

## مخاطر الإنتاج والترتيب المعدنية الحرجة
صُنّف الإثمد ضمن أخطر المواد الكيميائية في قوائم المخاطر الأوروبية والأمريكية فيما يتعلق بأهمية العنصر الذي يشير إلى الخطر النسبي لإنتاج العناصر الكيميائية أو مجموعات العناصر المطلوبة للحفاظ على الاقتصاد الحالي ونمط الحياة.
يُعتبر الإنتاج الصيني مهم للغاية لاعتماد باقي الدول مثل أوروبا والولايات المتحدة على استيراد الإثمد من الصين. أصبح إنتاج الأنتيمون مُقيدًا بشكل متزايد مع قيام الصين بمراجعة وزيادة معايير الرقابة البيئية. وبالإضافة إلى ذلك، انخفضت حصص الصادرات الصينية للإثمد في السنوات الماضية. رفع هذان العاملان من مخاطر التوريد لكل من أوروبا والولايات المتحدة.

### أوروبا
وفقًا لقائمة مخاطر هيئة المسح الجيولوجية البريطانية BGS لعام 2015، يحتل الإثمد المرتبة الثانية (بعد العناصر الأرضية النادرة) وقثًا لمؤشر خطر الإمداد النسبي. [51] ويشير هذا إلى أن الإثمد لديه حاليًا ثاني أكبر خطر للإمداد للعناصر الكيميائية أو مجموعات العناصر التي لها قيمة اقتصادية للاقتصاد البريطاني وأسلوب الحياة. وعلاوةُ على ذلك، تم تحديد الإثمد كواحد من 20 مادة خام مهمة للاتحاد الأوروبي في تقرير نشر في عام 2014 (والذي راجع التقرير الأولي الذي نشر في عام 2011). وكما يظهر في الشكل، فإن الإثمد يحافظ على مخاطر عالية للإمداد بالنسبة لأهميته الاقتصادية. يتم استيراد 92 ٪ من الإثمد من الصين، والتي تعتبر من أكبر المنتجين له. [52]

### الولايات المتحدة
أُجري الكثير من التحليل في الولايات المتحدة نحو تحديد أي من المعادن يعتبر استراتيجيًا أو مهمًا لأمن الدولة. لم يُتوافق على تعريفات دقيقة أو وجهات نظر حول ما إذا كان الإثمد يشكل معدنًا استراتيجيًا أو نقديًا لفواصل أمن الولايات المتحدة. [53]
في عام 2015، لم يتم استخراج أي من الإثمد في الولايات المتحدة، واستُورِد بدلًا من ذلك من دول أجنبية. ومن عام 2011-2014 جاء 68 ٪ من خام الإثمد الأمريكي من الصين، و 14 ٪ من الهند، و 4 ٪ من المكسيك، و 14 ٪ من مصادر أخرى. كما لا توجد مخزونات حكومية في الوقت الحالي.
قامت «اللجنة الفرعية المعنية بسلسلة التوريدات المعدنية الحرجة والاستراتيجية» بفحص 78 من الموارد المعدنية من 1996 إلى 2008. ووجدت أن مجموعة فرعية صغيرة من المعادن بما في ذلك الإثمد قد سقطت في فئة المعادن الهامة المحتملة على الدوام. ، سيُجرى في المستقبل تقييم ثانٍ للمجموعة الفرعية الموجودة من المعادن لتحديد ما يجب تحديده من المواد ذات المخاطر الكبيرة والم÷مة للمصالح الولايات المتحدة. [54]

## احتياطات السلامة
تختلف آثار الأنتيمون ومركباته على صحة الإنسان والبيئة اختلافًا كبيرًا. لا يؤثر معدن الأنتيمون العنصري على صحة الإنسان والبيئة. يعتبر استنشاق ثالث أوكسيد الأنتيمون (وجسيمات الغبار المشابهة له غير القابل للذوبان المشابهة مثل غبار الأنتيمون) ضارة ويشتبه في أنها تسبب السرطان. ومع ذلك، لا يتم ملاحظة هذه التأثيرات إلا في إناث الجرذان وبعد التعرض طويل الأمد لتركيزات عالية من الغبار. يُفترض أن تُعزى هذه الآثار إلى استنشاق جسيمات الأنتيمون ضعيفة الذوبان مما يؤدي إلى داء ذات الرئة، والارتشاح الرئوي، والالتهاب، والتورم في النهاية، وليس التعرض لأيونات الأنتيمون (OECD ، 2008). يسبب كلوريد الأنتيمون تآكل للجلد. ولا تُقارن الآثار الضارة الناتجة عن الأنتيمون ذات أهمية كبيرة عند مقارنتها بالزرنيخ. وقد يكون السبب في ذلك هو الاختلافات الكبيرة في الامتصاص والتمثيل الغذائي والإفراز بين الزرنيخ والأنتيمون.
أوصت اللجنة الدولية للحماية من الإشعاع ICRP (1994) فيما يتعلق بالامتصاص الفموي بقيم 10٪ لمضادات القيء و 1٪ لجميع مركبات الأنتيمون الأخرى. يقدر امتصاص الجلد للمعادن بحد أقصى 1٪ وفقًأ لدليل تقييم المخاطر الصحية للمعادن (HERAG، 2007). ويقدر امتصاص الاستنشاق لثالث أكسيد الأنتيمون وغيره من المواد التي لا تذوب في الماء (مثل غبار الأنتيمون) بنسبة 6.8 في المائة (طبقًا لمنظمة التعاون والتنمية في الميدان الاقتصادي، 2008)، في حين تساوي القيمة أقل من 1 ٪ من المواد الفرعية (V). لا ينحسر الأنتيمون (V) كميًا إلى الأنتيمون (III) في الخلية، ويوجد كلا النوعين في وقت واحد.
يُفرز الأنتيمون بشكل رئيسي من جسم الإنسان عن طريق البول. لا يتسبب الأنتيمون ومركباته في حدوث آثار صحية حادة على الإنسان، باستثناء الأنتيمون تارتار إميتات، وهو عقار أولي يستخدم بشكل متعمد لعلاج مرضى داء الليشمانيات.
قد يؤدي التلامس الجلدي المطول مع غبار الأنتيمون إلى التهاب الجلد. ومع ذلك، تم الاتفاق على مستوى الاتحاد الأوروبي على أن الطفح الجلدي المرصود ليس مقتصرًا على المادة، ولكن على الأرجح بسبب انسدا القنوات العرقية. قد يكون غبار الأنتيمون متفجرًا أيضًا عند تفريقه في الهواء. بينما يكون غير قابل للاحتراق في الحالة الصلبة.
لا يتوافق الأنتيمون مع الأحماض القوية، والأحماض المهلجنة، والمؤكسدات. وعندما يتعرض للهيدروجين المشكَّل حديثًا، يمكن أن تشكل مادة الاستيبين (SbH3).
تم تحديد المتوسط المرجح للثماني ساعات (TWA) عند 0.5 مغ / م 3 من قبل المؤتمر الأمريكي لأخصائيي الصحة الصناعية الحكوميين وإدارة السلامة والصحة المهنية (OSHA) كحدود التعرض المسموح بها قانونيًا (PEL) في مكان العمل. قام المعهد الوطني للسلامة والصحة المهنية (NIOSH) بوضع حد التعرض الموصى به (REL) البالغ 0.5 مغ / م 3 باعتباره 8 ساعات TWA. تستخدم مركبات الأنتيمون كمحفزات لإنتاج البولي إيثيلين تيريفثاليت (PET). تشير بعض الدراسات إلى ارتشاح ثانوي للأنتيمون من زجاجات PET إلى سوائل، لكن بمستويات أقل من إرشادات مياه الشرب. كانت تركيزات الأنتيمون في مركزات عصير الفواكه أعلى إلى حد ما (تصل إلى 44.7 ميكروغرام / لتر من الأنتيمون)، ولكن العصائر لا تندرج تحت لوائح مياه الشرب. إرشادات مياه الشرب هي:
- منظمة الصحة العالمية: 20 ميكروغرام / لتر
- اليابان: 15 ميكروغرام / لتر.[14]
- وكالة حماية البيئة الأمريكية، ووزارة الصحة الكندية ووزارة البيئة بأونتاريو: 6 ميكروغرام / لتر
- الاتحاد الأوروبي ووزارة البيئة الاتحادية الألمانية: 5 ميكروغرام / لتر.[15]

أصبح الحد المُوصى به الآن الذي اقترحته منظمة الصحة العالمية هو 6 ميكروغرام من الأنتيمون لكل كيلوغرام من وزن الجسم. وبلغ مؤشر الخطورة الفورية للحياة أو الصحة للأنتيمون 50 ملغم / متر مكعب.

## النظائر
الإثمد لديه اثنان من النظائر المستقرة: 121Sb مع وفرة طبيعية من 57.36٪
و 123Sb مع وفرة طبيعية من 42.64٪. له أيضا 35 نظير مشع، وأطول عمرا 125Sb مع عمر نصف 2.75 سنة. 29 نظير متبدل منهم (metastable). الأكثر استقرارا هو 120m1Sb مع عمر نصف من 5.76 أيام. النظائر التي هي أخف من 123Sb مستقرة تميل إلى الاضمحلال بواسطة β + ، وتلك التي هي أثقل تميل إلى الاضمحلال بواسطة β-، مع بعض الاستثناءات.

## الاستخدامات
يُستهلك حوالي 60 ٪ من الأنتيمون في مثبطات اللهب، ويستخدم 20 ٪ في سبائك البطاريات، والمحامل العادية، والسبائك الحرارية.

### مثبطات اللهب
يستخدم الأنتيمون بشكل رئيسي في ثلاثي أكسيد الأنتيمون لمركبات مثبطات اللهب في تركيبة مع مثبطات اللهب المهلجنة إلا في البوليمرات المحتوية على الهالوجين. ينتج تأثير تثبيط اللهب لثالث أكسيد الأنتيمون عن طريق تكوين مركبات الأنتيمون المهلجنة، التي تتفاعل مع ذرات الهيدروجين، وربما أيضًا مع ذرات الأكسجين والهيدروكسيد؛ مما يثبط النار. وتشمل أسواق هذه المواد المثبطة للهب ملابس الأطفال ولعب الأطفال والطائرات وأغطية مقاعد السيارات. كما يتم إضافتها إلى راتنجات البوليستر في الألياف الزجاجية المركبة والمادة المؤلفة لمواد مثل أغطية محرك الطائرات الخفيفة. من الممكن أن يحترق الراتنج في وجود لهب خارجي المنشأ، ولكنه ينطفيء عندإزالة الشعلة الخارجية.

### السبائك
يشكل الأنتيمون سبيكة عالية الفائدة مع الرصاص، مما يزيده صلابةً وقوة ميكانيكية. بالنسبة لمعظم التطبيقات التي تشمل الرصاص، تُستخدم كميات مختلفة من الأنتيمون كمعدن للسبائك. تحسن هذه الإضافة في بطاريات الرصاص الحمضية من قوة اللوحة وخصائص الشحن. كما يستخدم في السبائك المانعة للاحتكاك (مثل معدن بابت)، وفي الرصاصات، والكبل الكهربائي، وسبائك اللحام وفي البيوتر، وفي سبائك التصلب مع محتوى قليل من القصدير في تصنيع أنابيب الجهاز.

### استخدامات أُخرى
تستهلك ثلاثة تطبيقات أخرى ما يقرب من بقية إمدادات العالم، الأول هو مثبت ومحفز لإنتاج بولي إيثيلين تيرفثالات، والثاني هو عامل التشحيم لإزالة الفقاعات المجهرية في الزجاج، ومعظمها لشاشات التلفزيون؛ تتفاعل أيونات الأنتيمون مع الأكسجين، مما يثبط ميل هذا الأخير إلى تشكيل فقاعات، والتطبيق الثالث هو الصبغات.
يُستخدم الأنتيمون بشكل متزايد في أشباه الموصلات كعامل إشابة في رقاقات السيليكون من النوع n والصمامات الثنائية وكاشفات الأشعة تحت الحمراء واختبار هول في الأجهزة. في الخمسينات من القرن العشرين، تشبعت بواعث ترانزستور الوصلات المصنوعة من سبيكة n-p-n مع حبات صغيرة من الرصاص مع سبيكة الأنتيمون. ويُستخدم انتيمون أنديمونيد كمواد للكشف عن الأشعة تحت الحمراء.
تقل استخدامات الأنتيمون في علم الأحياء والطب. تُستخدم الأدوية التي تحتوي على الأنتيمون، والمعروفة باسم الأنتيمونيات، كمضادات للقيء. وتستخدم مركبات الأنتيمون في مضادات الأوالي). استُخدمت مركبات البوتاسيوم أنتيمون تارتارات، أو مبتذلة الجير، ذات مرة كدواء للبلهارسيا في عام 1919، ثم استُبدل في وقت لاحق بالبرازيكوانتيل. ويُستخدم الأنتيمون ومركباته في العديد من المستحضرات البيطرية، مثل أنتيومالين وثيومالت أنتبمون الليثيوم، كمُعالج للبشرة في الحيوانات المجترة. يتمتع الأنتيمون بتأثير مغذي أو مؤثر على الأنسجة الكيراتينية في الحيوانات.
تعتبر الأدوية التي تحتوي على الأنتيمون، مثل أنتيمونيات الميغلومين، الأدوية المفضلة لعلاج داء الليشمانيات في الحيوانات الأليفة. ولسوء الحظ، فبالإضافة إلى وجود مؤشرات علاجية منخفضة، إلا أن الأدوية توفر الحد الأدنى من اختراق النخاع العظمي، حيث تُقيم الليشمانيا، مما يجعل من علاج المرض - وخاصة الشكل الحشوي - صعب جدًا. استُخدم عنصر الأنتيمون كحبوب الأنتيمون كدواء. يمكن إعادة استخدامها من قبل الآخرين بعد الابتلاع والتخلص.
يستخدم كبريتيد الأنتيمون (III) في رؤوس بعض أعواد الثقاب.
تساعد كبريتيد الأنتيمون على تثبيت معامل الاحتكاك في مواد سحق فرامل السيارات.
يستخدم الأنتيمون في الطلقات الرصاصية، والطلاء، والفن الزجاجي، وكمواد غير شفافة في مينا الأسنان.
يستخدم الأنتيمون 124 مع البريليوم في مصادر نيوترونية؛ حيث تسبب أشعة غاما المنبعثة من الأنتيمون -124 عملية انحلال ضوئي مع البريليوم. تحتوي النيوترونات المنبعثة على طاقة متوسطة تبلغ 24 كيلوفولت. يستخدم الأنتيمون الطبيعي في مصادر نيوترونية ناشئة.

## في الحياة العامة
روي عن ابن عباس أن رسول اللّه ﷺ قال: 
| إثمد | اكتحلوا بالإثمد فإنه يجلو البصر وينبت الشعر | إثمد |